# نيت ميلس
نيت ميلس (بالإنجليزية: Nathaniel Mills)‏ هو متزلج سريع أمريكي، ولد في 15 فبراير 1970 في شيكاغو في الولايات المتحدة.

## وصلات خارجية
- نيت ميلس على موقع SpeedSkatingBase.eu (الإنجليزية)
- نيت ميلس على موقع SpeedSkatingNews.info (الإنجليزية)
- نيت ميلس على موقع SpeedSkatingStats.com (الإنجليزية)
- نيت ميلس على موقع اللجنة الأولمبية الدولية (الإنجليزية)
- نيت ميلس على موقع أوليمبيديا (الإنجليزية)